# سیماهی
سیماهی (اندونزیایی: Cimahi) شهری در استان جاوه غربی کشور اندونزی است. جمعیت این شهر بر اساس سرشماری سال ۱۹۹۰ میلادی، ۳۴۴٫۶۰۷ نفر و بر اساس سرشماری سال ۲۰۰۰ میلادی، ۳۶۸٫۳۴۳ بوده که در سال ۲۰۰۷ میلادی به ۳۸۰٫۸۷۳ نفر افزایش یافته‌است.